# Светско првенство у атлетици у дворани 2024 — штафета 4 × 400 метара за жене
Трка штафета 4 × 400 м у женској конкуренцији на 19. Светском првенству у атлетици у дворани 2024. одржано је 3. марта у Комонвелт Арени у Глазгову.
Титулу освојену у Београду 2022., бранила је штафета Јамајке.

## Земље учеснице
Учествовало је 44 такмичарки у 9 штафета из исто толико земаља.
| 1. Белгија (5) 2. Ирска (4) 3. Јамајка (6) 4. Пољска (4) 5. Португалија (4) | 1. САД (6) 2. Уједињено Краљевство (5) 3. Холандија (6) 4. Чешка (4) |

## Освајачи медаља
| Освајачи медаља                                        |                                                  |                                            |  |  |  |  |
|                                                        |                                                  |                                            |  |  |  |  |
|                                                        |                                                  |                                            |  |  |  |  |
|                                                        |                                                  |                                            |  |  |  |  |
| Лике Клавер Cathelijn Peeters Лисане де Вите Фемке Бол | Кванера Хејз Талита Дигс Бејли Лир Алексис Холмс | Лави Нилсен Лина Нилсен Ама Пипи Џеси Најт |  |  |  |  |
| Холандија                                              | САД                                              | У.Краљевство                               |  |  |  |  |

## Рекорди пре почетка Светског првенства 2024.
Рекорди у штафети 4х400 метара за жене пре почетка светског првенства 1. марта 2024. године:
| Рекорди пре почетка Светског првенства 2024.  | Рекорди пре почетка Светског првенства 2024. | Рекорди пре почетка Светског првенства 2024.                          | Рекорди пре почетка Светског првенства 2024. | Рекорди пре почетка Светског првенства 2024. | Рекорди пре почетка Светског првенства 2024. |
| --------------------------------------------- | -------------------------------------------- | --------------------------------------------------------------------- | -------------------------------------------- | -------------------------------------------- | -------------------------------------------- |
| Светски рекорд                                | Арканзас                                     | Амбер Анинг, Џоан Рид, Rosey Effiong, Бритон Вилсон                   | 3:21,75                                      | Албукерки, СAD                               | 11. март 2023.                               |
| Рекорд светских првенстава                    | САД                                          | Кванера Хејз, Џорџен Молин, Шакима Вимбли, Кортни Около               | 3:23,85                                      | Бирмингем, Уједињено Краљевство              | 4. март 2018.                                |
| Најбољи резултат сезоне                       | Арканзас                                     | Rosey Effiong, Амбер Анинг, Никиша Прајс, Sanu Jallow                 | 3:25,59                                      | Фејетвил, СAD                                | 27. јануар 2024.                             |
| Афрички рекорд                                | Нигерија                                     | Омолара Омотосо, Пејшонс Окон Џорџ Букола Абогунлоко, Фолашаде Абуган | 3:29,67                                      | Сопот, Пољска                                | 8. март 2014.                                |
| Азијски рекорд                                | Бахреин                                      | Салва Ајд Насер, Аминат Џамал Иман Еса Јасим, Кеми Адекоја            | 3:35,07                                      | Доха, Катар                                  | 21. фебруар 2016.                            |
| Северноамерички рекорд                        | Сједињене Државе                             | Кванера Хејз, Џорџен Молин, Шакима Вимбли, Кортни Около               | 3:23,85                                      | Бирмингем, Уједињено Краљевство              | 4. март 2018.                                |
| Јужноамерички рекорд                          | —                                            |                                                                       |                                              |                                              |                                              |
| Европски рекорд                               | Русија                                       | Јулија Гушчина, Олга Котљарова Олга Зајцева, Олесија Красномовец      | 3:23,37                                      | Глазгов, Уједињено Краљевство                | 28. јануар 2006.                             |
| Океанијски рекорд                             | Аустралија                                   | Сузан Ендруз, Тања Ван Хер-Мерфи, Тамсин Маноу, Кети Фриман           | 3:26,87                                      | Маебаши, Јапан                               | 7. март 1999.                                |
| Рекорди остварени на Светском првенству 2024. |                                              |                                                                       |                                              |                                              |                                              |
| Најбољи резултат сезоне                       | Холандија                                    | Лике Клавер, Кателијн Питерс, Лисане де Вите, Фемке Бол               | 3:25,07                                      | Глазгов, Уједињено Краљевство                | 3. март 2024.                                |

## Квалификациона норма
| Дворана    | Отворено |
| ---------- | -------- |
| нема норме |          |

## Сатница
| Датум         | Време | Ниво          |
| ------------- | ----- | ------------- |
| 3. март 2024. | 11:38 | Квалификације |
| 3. март 2024. | 20:30 | Финале        |

## Резултати

### Квалификације
Квалификације су одржане 3. марта 2024. године. Такмичарке су биле подељене у 2 групе. За финале су се пласирале по 2 победнице група (КВ) и 2 према постигнутим резултатима (кв).,,,,
Почетак такмичења: група 1 у 11:38, група 2 у 11:50.
| Плас. | Гру. | Штафета              | Атлетичарке                                                               | НР      | Резултат | Нап.    |
| ----- | ---- | -------------------- | ------------------------------------------------------------------------- | ------- | -------- | ------- |
| 1.    | 2    | Уједињено Краљевство | Лина Нилсен, Ама Пипи, Хана Кели, Џеси Најт                               | 3:27,56 | 3:26,40  | кв, НР  |
| 2.    | 2    | Јамајка              | Џунел Бромфилд, Андренет Најт, Чароки Јанг, Лија Андерсон                 | 3:26,54 | 3:27,35  | КВ, НРС |
| 3.    | 1    | Холандија            | Мирте ван дер Шут, Евелин Салберг, Лисане де Вите, Фемке Бол              | 3:25,66 | 3:27,70  | КВ, НРС |
| 4.    | 1    | САД                  | Кванера Хејз, Џесика Рајт, На'Аша Робинсон, Бејли Лир                     | 3:23,85 | 3:28,04  | КВ      |
| 5.    | 1    | Белгија              | Наоми Ван Ден Брук, Имке Вервает, Хелена Понет, Синтија Болинго           | 3:30,58 | 3:28,07  | кв, НР  |
| 6.    | 1    | Ирска                | Фил Хили, Софи Бекер, Ројсин Харисон, Шарлин Модсли                       | 3:30,97 | 3:28,45  | кв, НР  |
| 7.    | 2    | Чешка                | Тереза Петржилкова, Тереза Таборска, Лурдес Глорија Мануел, Лада Вондрова | 3:28,47 | 3:28,57  | НРС     |
| 8.    | 2    | Пољска               | Марика Попович-Драпала, Кинга Гацка, Ана Грик, Јустина Свјенти-Ерсетиц    | 3:26,09 | 3:28,80  | НРС     |
| 9.    | 2    | Португалија          | Фатумата Бинта Дијало, Карина Ванеса, Катија Азеведо, Вера Барбоса        | 3:35,43 | 3:31,93  | НР      |

### Финале
Финале је одржано 3. марта 2024. у 20:30.,,
| Пласман | Штафета              | Атлетичарке                                                      | Резултат | Нап.    |
| ------- | -------------------- | ---------------------------------------------------------------- | -------- | ------- |
|         | Холандија            | Лике Клавер, Кателијн Питерс, Лисане де Вите, Фемке Бол          | 3:25,07  | СРС, НР |
|         | САД                  | Кванера Хејз, Талита Дигс, Бејли Лир, Алексис Холмс              | 3:25,34  | НРС     |
|         | Уједињено Краљевство | Лави Нилсен, Лина Нилсен, Ама Пипи, Џеси Најт                    | 3:26,36  | НР      |
| 4.      | Белгија              | Наоми Ван Ден Брук, Хелена Понет, Камил Лаус, Синтија Болинго    | 3:28,05  | НР      |
| 5.      | Ирска                | Фил Хили, Софи Бекер, Ројсин Харисон, Шарлин Модсли              | 3:28,59  |         |
|         | Јамајка              | Ланае-Тава Томас, Андренет Најт, Чароки Јанг, Стејси Ен Вилијамс | НЗ       |         |